# PZL Kania

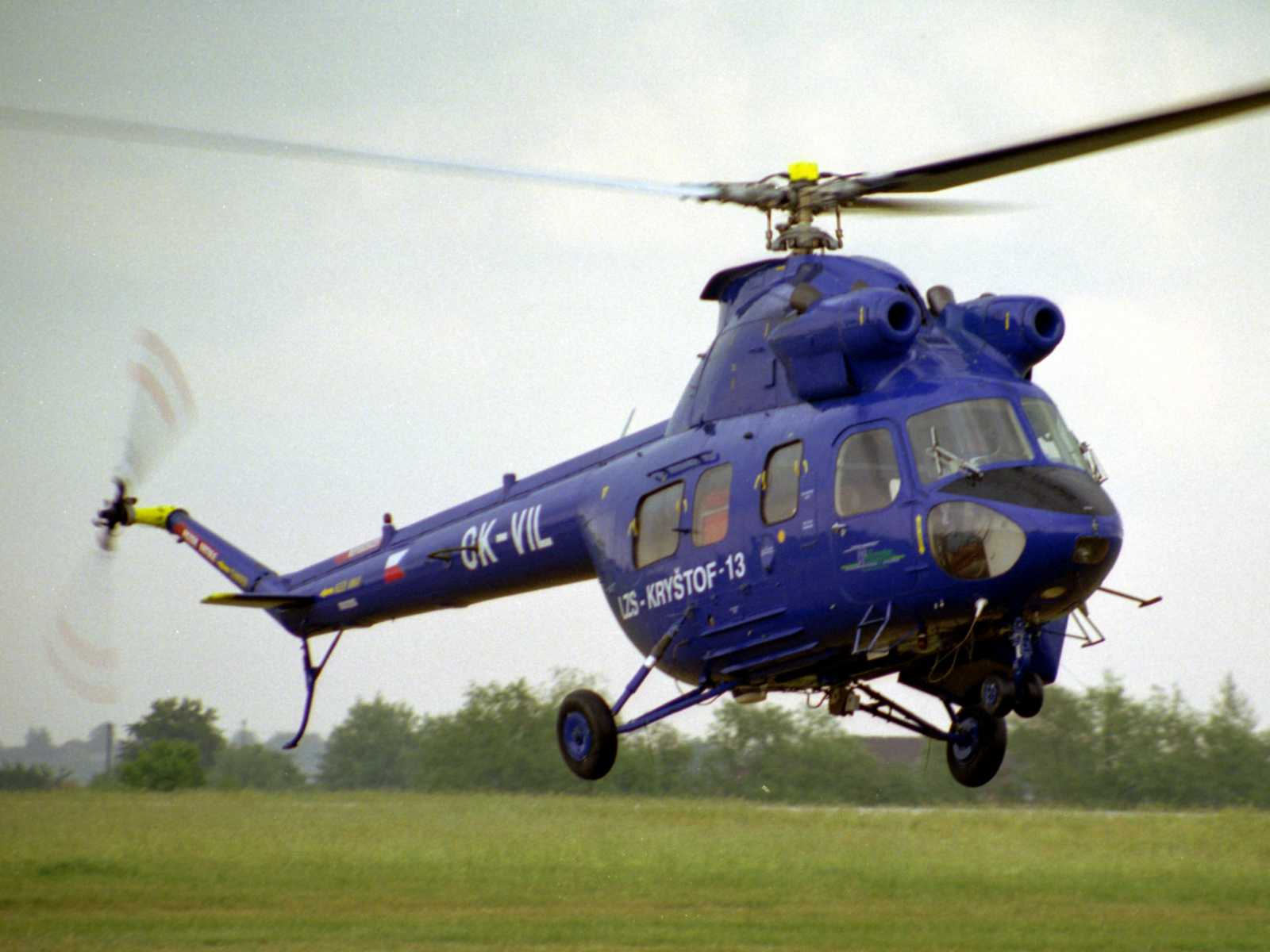
Kania utilizzato come elisoccorso dalla Repubblica Ceca

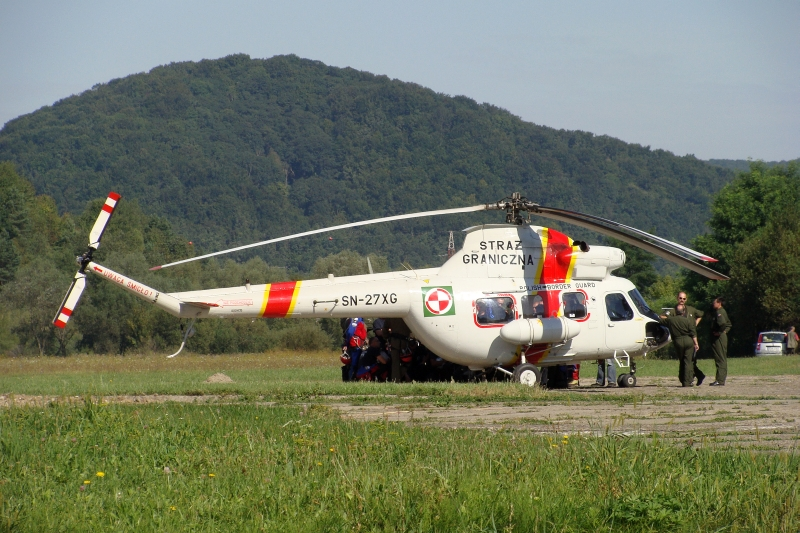
Kania della polizia di frontiera polacca

Il PZL Kania (o Kitty Hawk) è un elicottero leggero multiruolo prodotto dall'azienda polacca Wytwórnia Sprzętu Komunikacyjnego "PZL-Świdnik". Il progetto è uno sviluppo del Mil Mi-2.

## Progettazione e sviluppo
Nel 1964 fu stipulato un accordo tra Polonia e URSS per la produzione, su licenza, del Mil Mi-2, un elicottero leggero multiruolo sovietico, negli stabilimenti della Wytwórnia Sprzętu Komunikacyjnego "PZL-Świdnik".
Nel 1977 l'azienda polacca cominciò a sviluppare una nuova versione significativamente ridisegnata e modificata del Mi-2. La PZL decise di produrre questo velivolo in collaborazione con l'azienda americana Allison, specializzata nella produzione di motori aeronautici, per permettere di costruire un prodotto in grado di essere esportato anche nei paesi occidentali. Le modifiche fatte dalle due aziende riguardano la fusoliera, che è stata ridisegnata, nuovi motori (Rolls-Royce Allison 250-C20B motori turboalbero), ciascuno da 426 hp (313 kW), nuovi componenti per le pale e una nuova avionica occidentale. Il prototipo effettuò il primo volo il 3 giugno 1979. I test condotti dall'inizio degli anni '80 hanno fatto ottenere all'elicottero la certificazione FAR-29, ottenuta nel febbraio 1986.
La produzione iniziò nel 1986. L'elicottero, secondo i piani aziendali, doveva essere una sostituzione del Mi-2, più performante, più economico, più confortevole e soprattutto in grado di essere esportato nei paesi occidentali. Purtroppo l'elicottero non ottenne molta popolarità, in parte a causa dei problemi di certificazione e in parte a causa di una scarsa promozione nei paesi occidentali.
Sono stati costruiti solo 19 esemplari, prototipi inclusi, dal 1986 al 2006. Attualmente non è più in produzione. L'utente principale è la polizia di frontiera polacca con 7 velivoli, acquistati non contemporaneamente. La polizia polacca utilizza due di questi elicotteri.

## Versioni
Standard
- Posti per l'equipaggio più 9 posti passeggeri, prese d'aria e illuminazione individuale

Executive
- Posti per l'equipaggio più 5 posti passeggeri, versione con rifiniture di lusso

Cargo
- Capacità di trasporti esterni come gru volante, capacità di carico in cabina pari a 1200 kg

Medevac / Eliambulanza
- Equipaggiato con attrezzature e spazi per trasportare un massimo di 4 barelle

Agricolo
- Capacità di trasportare 1000 kg di prodotti agro (cereali, semi, ecc), capacità di effettuare applicazioni aeree: spruzzo di pesticidi o prodotti chimici.

Spitfire Taurus II / Super Kania
- Versione americana del Kania, con fusoliera ridisegnata e un nuovo motore, doveva essere costruita su licenza negli Stati Uniti dall'azienda Spitfire.

## Utilizzatori
- Cipro (2 in dotazione alla guardia nazionale)[5]
- Rep. Ceca (4 dal 1992)[5]
- Polonia
- Slovacchia (1 dal 1994)[5]
- Venezuela (1 dal 1986-1996)[5]
- Sierra Leone (3 dal 1987-1990)[7]